# 承廕
承廕（1860年—？），江宁驻防滿洲正藍旗人，清朝政治人物、進士出身。
光緒二年（1876年）丙子科江南乡试举人，九年（1883年），参加癸未科殿試，登進士二甲76名。同年五月，著以主事分部学习。签分户部，补授广西司主事，升山西司员外郎，会典馆纂修，光绪十五年己丑科陕西乡试副考官。

## 家庭
- 曾祖尚阿納；
- 祖錫齡額，參领，咸丰癸丑遇难
- 父炳元，道光丁酉举人，国子监助教湖北同知；
- 胞弟承恩，光绪戊子举人、承厚，光绪甲午进士；
- 胞姐，光绪丁丑进士吳保齡之妻。